# Howie Dorough
Howard Dwaine Dorough, född 22 augusti 1973 är en amerikansk sångare, låtskrivare och skådespelare. Han är mest känd som medlem av den amerikanska musikgruppen Backstreet Boys. 
Howard Dwaine Dorough föddes i Orlando, Florida, där han lärde känna A.J. McLean som blev hans vän och senare även bandmedlem Backstreet Boys. Hans mor, Paula Flores, har Puertoricanskt ursprung, och hans far, Hoke Dwaine Dorough (1938–2008) var irländsk amerikan. 
Doroughs första soloalbum Back to Me släpptes den 9 november 2011. Den första singeln "100" fick måttlig framgång och spelades främst i Kanada. I november 2011 anslöt Dorough till Britney Spears Femme Fatale Tour i Sydamerika.

## Privatliv
Den 8 december 2007 gifte sig Dorough med sin flickvän Leigh Boniello. Deras första barn, James Hoke Dorough, föddes den 6 maj 2009. I augusti 2012 uppgav Dorough via Twitter att han och hans fru väntade ännu en pojke. Parets andra barn, Holden John Dorough, föddes den 16 februari 2013.